# Non-Football Injury
Non-Football Injury (NFI, dt. Nicht-Football-Verletzung) ist ein Begriff aus der National Football League (NFL). Damit wird der Status eines Spielers beschrieben, welcher sich außerhalb der NFL eine Verletzung zugezogen hat, welche ihn daran hindert mitzutrainieren und zu spielen. Auch footballbezogene Verletzungen, welche sich ein Spieler vor der Verpflichtung eines NFL-Teams zuzog (z. B. beim College Football) gehörten dazu.

## Regelungen
Es gibt zwei Kategorien von NFI: Active/NFI und Reserve/NFI. Spieler, die als Active/NFI markiert sind, zählen gegen das 53-Personen-Kader-Limit beziehungsweise während der Offseason gegen das 90-Personen-Kader-Limit, dürfen jedoch nach der medizinischen Freigabe wieder anfangen zu trainieren, wobei sie dabei die NFI-Markierung verlieren. Spieler auf der Reserve/NFI-Liste zählen gegen kein Kaderlimit, also weder das 53-Personen- noch das 90-Personen-Limit. Beginnt ein Spieler die Regular Season auf der Reserve/NFI-Liste, so darf er mit dem Team frühestens nach dem 6. Spieltag mittrainieren. Zwischen dem 6. und 9. Spieltag muss das Team den Spieler aktivieren, sonst bleibt er die restliche Saison auf der NFI-Liste. Ein Team kann jedoch jederzeit einen Spieler von der NFI- auf die Injured Reserve List verschieben. Dies wird gelegentlich von den Teams als Service an die Spieler gewährt, da dies den Spielern den Erhalt von Gehalt ermöglicht. Wird ein Spieler während der Regular Season auf der NFI-Liste platziert, so muss er keine Mindestanzahl an Spielen verpassen, sondern darf jederzeit zurückkehren.
Spieler, die auf der NFI-Liste platziert werden, haben keinen Anspruch auf Bezahlungen, da die Franchises nicht verantwortlich für den Ausfall des Spielers sind. Häufig werden jedoch Sonderregelungen getroffen, die eine Weiterbezahlung verpflichtend macht. Dies ist besonders bei Spielern der Fall, bei deren Verpflichtung eine Platzierung auf der NFI-Liste bereits absehbar ist. Die Gehälter der als NFI markierten Spieler zählen jedoch gegen den Salary Cap.
Wird ein Spieler während der Saison auf der NFI-Liste platziert, so ist dies von der NFL genehmigungspflichtig.

## Beispiele
Cornerback Joshua Holsey wurde 2018 von den Washington Redskins auf der NFI-Liste platziert, nachdem er sich vor Beginn der Training Camps verletzte, als ein Tisch auf seinen Fuß fiel. Er verpasste die gesamte Preseason und die ersten zehn Spieltage der Regular Season, wobei er nach dem sechsten Spieltag wieder mittrainierte. Ebenfalls 2018 platzierten die San Francisco 49ers ihren Viertrundenpick des NFL Draft 2018 Kentavius Street auf der NFI-Liste, wo er die gesamte Saison verbrachte, nachdem er sich bei einem privaten Training vor dem Draft das Kreuzband riss. 2013 platzierten die 49ers Linebacker Aldon Smith während der Regular Season auf der NFI, da er sich in ein Entzugsprogramm begab.